# Armorial des communes de la province de Hainaut
- il comporte peu ou pas de sources.
- il reste des blasons à dessiner dans cet armorial.
- certaines figures sont encore dans un format bitmap et doivent être vectorisées.

Cette page donne les armoiries (figures et blasonnements) des communes de la province belge de Hainaut.
- Haut – A
- B
- C
- D
- E
- F
- G
- H
- I
- J
- K
- L
- M
- N
- O
- P
- Q
- R
- S
- T
- U
- V
- W
- X
- Y
- Z

## A
| Blason de Aiseau-Presles | Blason  | D'azur semé de fleurs de lis d'argent.                                             |
| Blason de Aiseau-Presles | Détails | Le blason a été accordé par Arrêté de l'exécutif de la communauté le 30 août 1982. |

| Blason de Anderlues | Blason  | De gueules au chevron d'argent.                                                       |
| Blason de Anderlues | Détails | Le blason a été accordé par Arrêté de l'exécutif de la communauté le 8 décembre 1992. |

| Blason de Antoing | Blason  | De gueules au lion d'argent.                                   |
| Blason de Antoing | Détails | Le blason a été accordé par Arrêté royal le 16 septembre 1977. |

| Blason de Ath | Blason  | D'or à une aigle bicéphale de sable lampassée de gueules, sur le tout d'or au lion de sable lampassé de gueules. |
| Blason de Ath | Détails | Le blason a été accordé par Arrêté royal le 8 juin 1979.                                                         |

## B
| Blason de Beaumont | Blason  | De gueules à un château ouvert à la coulisse levée d'argent.  |
| Blason de Beaumont | Détails | Le blason a été accordé par Arrêté royal le 5 septembre 1978. |

| Blason de Belœil | Blason  | D'or à la bande de gueules.                                                            |
| Blason de Belœil | Détails | Le blason a été accordé par Arrêté de l'exécutif de la communauté le 18 décembre 1991. |

| Blason de Bernissart | Blason  | Ecartelé, aux I et IV de sinople à trois croisettes recroisettées au pied fiché d'or, rangées en bandes les pointes dirigées vers le centre de l'écu; aux II et III d’or à cinq cotices de gueules |
| Blason de Bernissart | Détails | Le blason a été accordé par Arrêté de l'exécutif de la communauté le 17 juillet 2003. |

| Blason de Binche | Blason  | D'azur au château fort d'or, le mur d'enceinte crénelé percé de fenêtres et d'une porte à la herse levée et surmontée d'un pignon muni de quatre tours également crénelées à toit conique dont deux de part et d'autre de la porte, le troisième angle, le toit de la quatrième apparaissant derrière un donjon aux fenêtres de style gothique dont la cheminée est surmontée d'une cigogne. Le château fort est adextré d'un écu écartelé aux 1 et 4 d'or au lion de sable, armé et lampassé de gueules, aux 2 et 3 d'or au lion de gueules, armé et lampassé d'azur (Hainaut), et senestré d'un écu d'argent au lion de sable, armé et lampassé de gueules (Binche). |
| Blason de Binche | Détails | Le blason a été accordé par Arrêté royal le 12 février 1980. |

| Blason de Les Bons Villers | Blason  | De gueules à la fasce d'argent chargée de cinq étoiles du champ. |
| Blason de Les Bons Villers | Détails | Le blason a été accordé par Arrêté royal le 26 novembre 1981.    |

| Blason de Boussu | Blason  | 2 écus : à dextre : de gueules à la bande d'or, l'écu surmonté d'une couronne à douze perles posées sur le cercle ; à senestre : parti : à dextre, coupé : au premier d'or à l'aigle bicéphale de sable, au second écartelé aux 1 et 4 de gueules à deux bars adossés d'argent, aux 2 et 3 d'argent à un buste d'homme de gueule ; à senestre, d'azur semé de fleurs de lis d'or dans un treillissé d'argent ; l'écu sommé d'une mitre d'or posée sur une crosse du même, le crosseron dirigé à senestre. |
| Blason de Boussu | Détails | Le blason a été accordé par Arrêté de l'exécutif de la communauté le 9 mars 1987. |

| Blason de Braine-le-Comte | Blason  | D'argent à une tour, crenelée de deux pièces et de deux demies, de sable. |
| Blason de Braine-le-Comte | Détails | Le blason a été accordé par Arrêté royal le 1er décembre 1977.            |

| Blason de Brugelette | Blason  | De gueules à la fasce d'or accompagnée en chef d'une divise vivrée du même. |
| Blason de Brugelette | Détails | Le blason a été accordé par Arrêté royal le 15 mai 1980.                    |

| Blason de Brunehaut | Blason  | D'or à la bande de gueules chargée de trois coquilles d'argent. |
| Blason de Brunehaut | Détails | Le blason a été accordé par Arrêté royal le 12 février 1980.    |

## C
| Blason de Celles | Blason  | Mal-gironné de six pièces d'or et d'azur, chargé en cœur d'un tourteau de gueules chargé d'une tour ajourée d'argent. |
| Blason de Celles | Détails | Le blason a été accordé par Arrêté de l'exécutif de la communauté le 18 décembre 1991.                                |

| Blason de Chapelle-lez-Herlaimont | Blason  | Bandé d'or et d'azur à l'ombre de lion brochant sur le tout et à la bordure engrêlée de gueules.          |
| Blason de Chapelle-lez-Herlaimont | Détails | Le blason a été accordé en 1904 et confirmé après la fusion des communes par Arrêté royal le 14 mai 1982. |

| Blason de Charleroi | Blason  | De sable à la silhouette d'une forteresse hexagonale d'argent, entourée de douze étoiles à cinq rais d'or rangées en cercle, le tout surmonté de quinze points d'échiquier alternativement de gueules et d'argent rangés en fasce huit et sept; au chef diminué d'argent à une fleur de lys de gueules |
| Blason de Charleroi | Détails | Utilisé par la Ville après la fusion des communes, le blason n'a pas été reconnu par une autorité supérieure. |

| Blason de Châtelet | Blason  | De gueules à un perron surmonté d’une croix, le tout d’or, au chef du même, chargé d’une aigle issante de sable. |
| Blason de Châtelet | Détails | Le blason a été accordé par Arrêté royal le 1er décembre 1977.                                                   |

| Blason de Chièvres | Blason  | De gueules à trois lions rampants couronnés d’or posés 2 et 1, les deux du chef adossés. |
| Blason de Chièvres | Détails | Le blason a été accordé par Arrêté royal le 16 mai 1980.                                 |

| Blason de Chimay | Blason  | De gueules à l'épée d'argent emmanchée d'or posée en bande, la pointe vers le haut.                       |
| Blason de Chimay | Détails | Le blason a été accordé en 1838 et confirmé après la fusion des communes par Arrêté royal le 24 mai 1978. |

| Blason de Colfontaine | Blason  | Parti, au 1 d’or à la demi-aigle de sable, armée et lampassée de gueules, mouvante de la partition, au 2 de sinople à trois pelles d’argent accompagnées en chef d’un huchet d’or. |
| Blason de Colfontaine | Détails | Le blason a été accordé par Arrêté de l'exécutif de la communauté le 20 décembre 1999.                                                                                             |

| Blason de Comines-Warneton | Blason  | D'or à une clef de sable posée en pal, le panneton en chef et à dextre, accompagnée de huit roses de gueules, trois à dextre, trois à senestre, une en chef et une en pointe. |
| Blason de Comines-Warneton | Détails | Le blason a été accordé à Comines en 1842 a été confirmé après la fusion des communes par Arrêté de l'exécutif de la communauté le 15 juillet 2003.                           |

| Blason de Courcelles | Blason  | D'argent à la bande de gueules accompagnée en chef d'un lion de sable armé lampassé et couronné d'or. |
| Blason de Courcelles | Détails | Le blason a été accordé par Arrêté royal le 6 mai 1982.                                               |

## D
| Blason de Dour | Blason  | D'or à la fasce d'azur chargé en abyme d'un écusson de sinople au lion d'or, le champ semé de bilettes d'argent. |
| Blason de Dour | Détails | Le blason a été accordé en 1914 et confirmé après la fusion de communes par Arrêté royal le 8 juin 1979.         |

## E
| Blason de Écaussinnes | Blason  | Écartelé : aux 1 et 4 écartelé aux a et d de gueules à dix losanges d'agent posées 3, 3, 3 et 1 qui est Lalaing et aux b et c d'or à trois lions de gueules qui est Rœulx dit d'Écaussines, aux 2 et 3 de sinople au lion d'argent armé, lampassé et couronné d'or, au chef d'argent chargé de trois aiglettes de sable. Sur le tout écartelé : aux 1 et 4 d'argent à cinq fasces d'azur, au lion de gueules à la queue fourchue armé, lampassé et couronné d'or, brochant sur le tout qui est Luxembourg-Houffalize, aux 2 et 3 d'argent à deux pals de gueules, qui est Orley et sur le tout gironné d'argent et de sable de dix pièces, chaque giron de sable chargé de trois croix recroisettées au pied fiché d'or, les pieds dirigés vers le cœur de l'écu qui est Enghien. |
| Blason de Écaussinnes | Détails | Le blason a été accordé par Arrêté royal le 7 juin 1979. |

| Blason de Ellezelles | Blason  | Gironné d'or et de gueules de huit pièces, chaque giron du second chargé d'une mâcle du premier, sur le tout, d'or à la hamaide de gueules. |
| Blason de Ellezelles | Détails | Le blason a été accordé par Arrêté de l'exécutif de la communauté le 6 janvier 1992.                                                        |

| Blason de Enghien | Blason  | Gironné de dix d'argent et de sable, chaque deuxième pièce chargée de trois croisettes recroisetées au pied fiché d'or. |
| Blason de Enghien | Détails | Le blason a été accordé en 1838 et confirmé après la fusion des communes par Arrêté royal le 5 septembre 1978.          |

| Blason de Erquelinnes | Blason  | D’azur à la fasce d’or accompagnée de trois têtes de lion du même, lampassées de gueules, à la bordure engrêlée également d’or. |
| Blason de Erquelinnes | Détails | Le blason a été accordé par Arrêté royal le 16 septembre 1977.                                                                  |

| Blason de Estaimpuis | Blason  | Écartelé : au 1, de sable au chevron d'or, chargé de trois fleurs de lis d'azur, accompagné en chef de deux têtes de lion, arrachées et affrontées d'or, lampassées de gueules, et en pointe d'une tête de léopard d'or, tenant en sa gueule un anneau de sable ; au 2, d'or à la croix de gueules, cantonnée de quatre lionceaux du même, armés et lampassés d'azur ; au 3, de sable à deux quintefeuilles d'argent, une en chef à senestre et l'autre en pointe, au franc-canton d'or, chargé d'un double roc de gueules ; au 4, d'or à la fasce bretessée et contre-bretessée de sable ; sur le tout, d'argent à la croix de gueules. |
| Blason de Estaimpuis | Détails | Le blason a été accordé par Arrêté royal le 5 septembre 1978. |

| Blason de Estinnes | Blason  | De sinople à la croix ancrée cantonnée de quatre étoiles [à six rais] et accompagnée de cinq autres, une à chaque canton de l'écu et une en pointe, le tout d'argent. |
| Blason de Estinnes | Détails | Le blason a été accordé par Arrêté de l'exécutif de la communauté le 30 avril 1999.                                                                                   |

## F
| Blason de Farciennes | Blason  | Bandé de vair et de gueules de six pièces, l'écu sommé d'une couronne à trois fleurons séparés par un groupe de trois perles et entouré du collier de la toison d'or. |
| Blason de Farciennes | Détails | Le blason a été accordé par Arrêté royal le 24 février 1978. |

| Blason de Fleurus | Blason  | D'or au lion de sable armé lampassé et couronné de gueules.                                                  |
| Blason de Fleurus | Détails | Le blason a été accordé en 1902 et confirmé après la fusion des communes par Arrêté royal le 2 février 1978. |

| Blason de Flobecq | Blason  | D'argent à un château fort d'azur, maçonné, ouvert et ajouré du champ, à trois tours crénelées de trois pièces, la tour centrale plus haute que les deux autres, la porte hersée à mi-hauteur. |
| Blason de Flobecq | Détails | Le blason a été accordé par Arrêté de l'exécutif de la communauté le 29 mai 1996. |

| Blason de Fontaine-l'Évêque | Blason  | D'or à l'aigle de sable lampassée et onglée de gueules, à une cotice de gueules brochant sur le tout.         |
| Blason de Fontaine-l'Évêque | Détails | Le blason a été accordé en 1898 et confirmé après la fusion des communes par Arrêté royal le 12 février 1980. |

| Blason de Frameries | Blason  | D'or à l'aigle bicéphale éployée de sable.                                              |
| Blason de Frameries | Détails | Le blason a été accordé par Arrêté de l'exécutif de la communauté le 22 septembre 2000. |

| Blason de Frasnes-lez-Anvaing | Blason  | De gueules au sautoir d'azur, bordé d'argent chargé de cinq quintefeuilles du même. L'écu sommé d'une couronne à treize perles, dont trois relevées, et tenu par deux griffons d'or, lampassés de gueules. |
| Blason de Frasnes-lez-Anvaing | Détails | Le blason a été accordé par Arrêté royal le 8 juin 1979. |

| Blason de Froidchapelle | Blason  | Écartelé aux 1 et 4 d’argent à trois fasces ondées de gueules, aux 2 et 3 d’argent à trois feuilles de chêne de gueules 2 et 1, posées la première et la troisième en bande, la deuxième en barre. |
| Blason de Froidchapelle | Détails | Le blason a été accordé par Arrêté de l'exécutif de la communauté le 30 avril 1999. |

## G
| Blason de Gerpinnes | Blason  | De sinople au Saint Michel tenant de la main dextre une épée et de la main senestre une balance et terrassant le dragon, le tout d'argent. |
| Blason de Gerpinnes | Détails | Le statut officiel du blason reste à déterminer.                                                                                           |

## H
| Blason de Ham-sur-Heure-Nalinnes | Blason  | D'or à quatre pals de gueules, à la bordure engrêlée d'azur, chargé en cœur d'un écusson d'argent à une anille de gueules. |
| Blason de Ham-sur-Heure-Nalinnes | Détails | Le statut officiel du blason reste à déterminer.                                                                           |

| Blason de Hensies | Blason  | D’or barré d’azur, une bande engrêlée de gueules chargée en abyme d’une rose d’or brochant sur le tout. |
| Blason de Hensies | Détails | Le blason a été accordé par Arrêté de l'exécutif de la communauté le 6 octobre 1994.                    |

| Blason de Honnelles | Blason  | Bandé d’argent et de gueules de six pièces               |
| Blason de Honnelles | Détails | Le blason a été accordé par Arrêté royal le 16 mai 1980. |

## J
| Blason de Jurbise | Blason  | De gueules à trois lions rampants d’argent armés, lampassés et couronnés d’or, brisé d’une initiale J d’argent posée en abyme. |
| Blason de Jurbise | Détails | Le blason a été accordé par Arrêté de l'exécutif de la communauté le 30 avril 1999.                                            |

## L
| Blason de Lens | Blason  | De gueules à trois lions d'argent, armés, lampassés et couronnés d'or.              |
| Blason de Lens | Détails | Le blason a été accordé par Arrêté de l'exécutif de la communauté le 30 avril 1999. |

| Blason de Lessines | Blason  | De gueules à trois trangles d'or, une clef d'argent brochant sur le tout.                                  |
| Blason de Lessines | Détails | Le blason a été accordé en 1839 et confirmé après la fusion des communes par Arrêté royal le 2 avril 1979. |

| Blason de Leuze-en-Hainaut | Blason  | D'argent au lion d'azur, la queue fourchue, armé et lampassé de gueules, accompagné de neuf billettes d'azur rangées en ordre. |
| Blason de Leuze-en-Hainaut | Détails | Le blason a été accordé par Arrêté de l'exécutif de la communauté le 8 décembre 1992.                                          |

| Blason à dessiner | Blason  |                                                  |
| Blason à dessiner | Détails | Le statut officiel du blason reste à déterminer. |

| Blason de La Louvière | Blason  | D’azur à la fasce d’argent, accompagnée en chef de trois merlettes du même, rangées, et en pointe d’une louve romaine au naturel. |
| Blason de La Louvière | Détails | Le blason a été accordé par Arrêté royal le 16 mai 1978.                                                                          |

## M
| Blason de Manage | Blason  | Écartelé : au 1, contre-écartelé : aux 1 et 4 d'or au lion de sable, armé et lampassé de gueules, aux 2 et 3 d'or au lion de gueules, armé et lampassé d'azur qui est de Hainaut, au 2 burelé d'argent et d'azur de douze pièce qui est de Montigny, au 3 d'azur à la croix ancrée d'argent qui est Goegnies, au 4 d'or à l'aigle bicéphale de sable qui est de l'Empire. L'image ne correspond pas au blasonnement |
| Blason de Manage | Détails | Le blason a été accordé par Arrêté royal le 16 novembre 1981. |

| Blason de Merbes-le-Château | Blason  | D'argent au château couvert de gueules, à la porte ouverte munie de sa herse levée de sable, flanqué de châque côté de deux tours rondes, couvertes, également de gueules, et sommées chacune d'un globe d'or, le tout posé sur une terrasse alésée de sinople. |
| Blason de Merbes-le-Château | Détails | Le blason a été accordé par Arrêté royal le 16 mai 1978. |

| Blason de Momignies | Blason  | Écartelé : aux 1 et 4, d’argent à trois fasces de gueule (qui est Croÿ) ; aux 2 et 3, contre-écartelé : aux a et d, d’azur à trois fleurs de lis d’or (qui est France) ; aux b et c, de gueules (qui est d’Albret) ; sur le tout du contre-écartelé, d’hermines (qui est Bretagne) ; et sur le tout de l’écartelé, de gueules à trois roses d’or (qui est Arenberg). |
| Blason de Momignies | Détails | Le blason a été accordé par Arrêté royal le 24 janvier 1979. |

| Blason de Mons | Blason  | De gueules, à une ville d’argent posée sur une terrasse isolée de sinople, à quatre tourelles, un guidon d’or issant des deux intérieures, un globe impérial surmonté d’une croix du même issant des deux extérieures; la ville ouverte du champ, un chien lionné d’argent de garde sous une herse du même; la porte surmontée d’un écu écartelé aux I et IV d’or au lion de sable armé et lampassé de gueules, aux II et III d’or au lion de gueules armé et lampassé d’azur, qui est du Hainaut. |
| Blason de Mons | Détails | Le blason a été accordé par Arrêté royal le 19 août 1977. |

| Blason de Mont-de-l'Enclus | Blason  | De sinople à une frette d'argent.                |
| Blason de Mont-de-l'Enclus | Détails | Le statut officiel du blason reste à déterminer. |

| Blason de Montigny-le-Tilleul | Blason  | D'or à un arbre au naturel terrassé de sinople, chargé en abîme d'un écu écartelé : aux 1 et 4, burelé d'or et de gueule de dix pièces (Looz), aux 2 et 3 d'argent à deux fasces de sable (Diest) et sur le tout d'hermine à deux fasces de gueules (Corswarem). |
| Blason de Montigny-le-Tilleul | Détails | Le blason a été accordé par Arrêté de l'exécutif de la communauté le 28 octobre 1982. |

| Blason de Morlanwelz | Blason  | Écartelé, aux 1 et 4 d'or au lion de sable armé et lampassé de gueules, aux 2 et 3 d'or au lion de gueules, armé et lampassé d'azur, chargé en abîme d'un écu parti au 1 d'azur à la bande d'argent, accompagnée de deux étoiles d'or, au 2 d'or au sautoir de gueules. |
| Blason de Morlanwelz | Détails | Le blason a été accordé par Arrêté royal le 6 octobre 1981. |

| Blason de Mouscron | Blason  | Écartelé aux 1 et 4 de gueules au chevalier armé de toutes pièces d'azur monté sur un cheval cabré d'argent et brandissant une épée de même, aux 2 et 3 d'argent à une barre hérissée de flammes de gueules, sur le tout, d'or à l'aigle bicéphale de sable, becquée, langée, membrée et diadémée de gueules, surmontée de la couronne impériale. |
| Blason de Mouscron | Détails | Le blason a été accordé par Arrêté de l'exécutif de la communauté le 18 décembre 1991. |

## P
| Blason de Pecq | Blason  | Écartelé, aux 1 et 4 d'or au lion de gueules couronné d'azur (Wildgraven) ; aux 2 et 3 de sable au léopard lionné d'argent, lampassé de gueules (Rheingrafen), sur le tout parti à dexte de gueules à trois lions d'or (Kyrbourg), à senestre coupé, en chef de gueules à deux saumons adossés d'argent, accompagnés de quatre croisettes du même 1, 2 et 1 (Hohen-Salm) et en point d'azur à la fasce d'argent (Vinstingen). |
| Blason de Pecq | Détails | Le blason a été accordé par Arrêté royal le 9 mars 1979. |

| Blason de Péruwelz | Blason  | Échiqueté d'argent et de sable de cinq tires.                                           |
| Blason de Péruwelz | Détails | Le blason a été accordé par Arrêté de l'exécutif de la communauté le 13 septembre 1985. |

| Blason de Pont-à-Celles | Blason  | De gueules au sautoir d'or ; l'écu sommé d'une couronne à neuf perles et supporté par deux lions d'or contournés, armés et lampassés de gueules. |
| Blason de Pont-à-Celles | Détails | Le blason a été accordé en 1924 et confirmé après la fusion des communes par Arrêté royal le 16 septembre 1977.                                  |

## Q
| Blason de Quaregnon | Blason  | Deux écus géminés. À dextre, écartelé aux I et IV d’or au lion de sable, armé et lampassé de gueules ; aux II et III d’or au lion de gueules, armé et lampassé d’azur (Hainaut). À senestre parti au I de sinople à une croix d’argent ; au II d’or à trois chevrons de sable. |
| Blason de Quaregnon | Détails | Le blason a été accordé par Arrêté de l'exécutif de la communauté le 26 novembre 1981. |

| Blason de Quévy | Blason  | De gueules à dix losanges d'argent aboutées et rangées 3, 3, 3 et 1.               |
| Blason de Quévy | Détails | Le blason a été accordé par Arrêté de l'exécutif de la communauté le 28 mars 1997. |

| Blason de Quiévrain | Blason  | D'or au chef bandé d'argent et de gueules de 6 pièces.                                |
| Blason de Quiévrain | Détails | Le blason a été accordé par Arrêté de l'exécutif de la communauté le 8 décembre 1992. |

## R
| Blason de Le Rœulx | Blason  | De sinople à un lion au naturel tenant dans la patte dextre une roue d’or. |
| Blason de Le Rœulx | Détails | Le blason a été accordé par Arrêté royal le 19 mars 1981.                  |

| Blason de Rumes | Blason  | D’argent à la fasce de sable à une aigle isante de gueules accompagnée en pointe d'une fleur de lis du même. |
| Blason de Rumes | Détails | Le blason a été accordé par Arrêté de l'exécutif de la communauté le 9 mars 1987.                            |

## S
| Blason de Saint-Ghislain | Blason  | Parti, à dextre d’or à une demi aigle éployée de sable, à senestre d’azur à trois fleurs de lys d’or, 2 et 1. |
| Blason de Saint-Ghislain | Détails | Le blason a été accordé en 1840 et confirmé après la fusion des communes par Arrêté royal le 20 mars 1979.    |

| Blason de Seneffe | Blason  | De gueules à une clef renversée en pal accostée de deux étoiles à six rais d'argent.                         |
| Blason de Seneffe | Détails | Le blason a été accordé par Arrêté royal le 18 novembre 1913 mais non confirmé après la fusion des communes. |

| Blason de Silly | Blason  | Bandé d'or et d'azur à l'ombre d'un lion brochant sur le tout, à la bordure engrêlée de gueules. |
| Blason de Silly | Détails | Le blason a été accordé par Arrêté royal le 12 février 1980.                                     |

| Blason de Sivry-Rance | Blason  | Écartelé : aux 1 et 4, d’argent à trois fasces de gueules ; aux 2 et 3, d’argent à trois doloires de gueules, les deux du chef adossées. |
| Blason de Sivry-Rance | Détails | Le blason a été accordé par Arrêté royal le 16 mai 1978.                                                                                 |

| Blason de Soignies | Blason  | Écu timbré d'une couronne d'or, parti senestre de sinople à la croix d'argent, parti dextre d'or à trois chevrons de sable. |
| Blason de Soignies | Détails | Le blason a été accordé en 1838 et confirmé après la fusion des communes par Arrêté royal le 16 mai 1978.                   |

## T
| Blason de Thuin | Blason  | D'azur au château-fort d'argent accosté de deux écussons du même au lion couronné de sable, celui de dextre contourné. |
| Blason de Thuin | Détails | Le blason a été accordé par Arrêté de l'exécutif de la communauté le 27 août 1984.                                     |

| Blason de Tournai | Blason  | De gueules à la tour d’argent ouverte, crénelée d’une pièce et de deux demies, à la herse levée du même, percée de deux meurtrières, maçonnées de sable, au chef cousu d’azur chargé de trois fleurs de lis d’or rangées. |
| Blason de Tournai | Détails | Le blason a été accordé en 1931 et confirmé après la fusion des communes par Arrêté royal le 8 juin 1979. |